# جون روميتا، الابن
جون روميتا، الابن (بالإنجليزية: John Romita Jr.)‏ (و. 1956 – م) هو فنان قصص مصورة من الولايات المتحدة الأمريكية . ولد في مدينة نيويورك .

## أعمال بارزة
من أهم أعماله:
- The Amazing Spider-Man
- Kick-Ass
- آيرون مان
- Uncanny X-Men.

## روابط خارجية
- جون روميتا الابن على موقع IMDb (الإنجليزية)
- جون روميتا الابن على موقع قاعدة بيانات الفيلم (الإنجليزية)